# Münchner Freiheit (métro de Munich)
Münchner Freiheit (en allemand : U-Bahnhof Münchner Freiheit) est une station de la section commune aux lignes U3 et U6 du métro de Munich. Elle est située dans le secteur de Schwabing, à Munich en Allemagne.

## Situation sur le réseau

Plan du métro (2020).

Établie en souterrain, Implerstraße est une station de passage de la section commune aux lignes U3 et U6 du métro de Munich. Elle est située entre la station Bonner Platz, en direction des terminus : Moosach et la station Giselastraße, en direction du terminus : Fürstenried West (U3), et la station Dietlindenstraße, en direction du terminus :  Garching-Forschungszentrum et la station Giselastraße, en direction du terminus :  Klinikum Großhadern (U6).
La station se situe sous la place éponyme, Münchner Freiheit, entre la Leopoldstraße et Alt-Schwabing. Ici, à l'extrémité nord de la ligne principale 1, les lignes U3 et U6 se séparent alors qu'elles continuent vers le nord. Par conséquent, le système comporte quatre voies et deux plates-formes centrales. La ligne U3 circule sur les deux voies extérieures, la U6 sur les voies intérieures.

## Histoire
La station est construite entre 1965 et 1970.
Elle ouvre le 19 octobre 1971.
Elle est complètement rénovée en 2008 et 2009 à l'occasion de l'arrivée de la ligne de tram 23 par Ingo Maurer.
En 2020, la station de métro Münchner Freiheit ainsi que les stations Olympiazentrum, Petuelring, Scheidplatz und Bonner Platz sont classés monuments historiques.

## Architecture
L'aspect de la station change complètement à la suite de la transformation réalisée dans le cadre de la construction de la ligne de tramway 23, qui se termine à Münchner Freiheit. Les parois de la voie arrière étaient auparavant constituées de panneaux de fibrociment gris, les piliers n'étaient pas éclairés, le sol était aménagé comme de nombreuses autres stations de métro munichoises avec le "motif Isarkiesel" et le plafond était recouvert de lattes d'aluminium, dans lesquelles les lumières individuelles étaient localisés.
Les murs au fond des voies de la station sont constitués de lattes vertes plissées. Les piliers sont recouverts de carreaux bleus et éclairés en bleu par le haut. Outre les évidements pour les tubes fluorescents, le plafond lui-même est entièrement recouvert de miroirs carrés et le sol est recouvert de dalles de granit réfléchissantes. Il y a une œuvre d'art de Jürgen Reipka aux entrées du tunnel. Les deux plates-formes sont accessibles depuis le niveau de la barrière via des escalators et des escaliers fixes au milieu de la plate-forme et via un ascenseur à l'extrémité nord.

## Services aux voyageurs

### Accès et accueil
Les deux plates-formes sont accessibles depuis le niveau du portique par des escalators et des escaliers fixes au milieu de la plate-forme et par un ascenseur à l'extrémité nord.
La mezzanine, qui abrite plusieurs points de vente, bénéficie d'un accès de plain-pied à la surface et d'un accès direct à un grand magasin voisin.

### Desserte
Münchner Freiheit est desservie alternativement par les rames de la ligne U3 et les rames de la ligne U6.

### Intermodalité
À la surface, les correspondances avec le tram et les bus s'arrêtent sous une structure de toit distinctive composée d'éléments blancs et vert citron. Elle est soutenue par 18 colonnes et est calquée sur une grotte de stalactites.
La station est en correspondance avec la ligne de tram 23 et de bus 53, 54, 59 et 142.

## Projet
À Münchner Freiheit, la construction d'une station U9 sous les lignes U3 et U6 est envisagée.